# SR Atlas
SR Atlas var en av Sveriges Radios webbkanaler och spelade pop från hela världen. Musikansvarig var Anneli Zvejnieks. Radarparet Hiba Daniel och Kris Boswell presenterade kanalens lunchprogram varje dag. Kanalen lades ner den 30 april 2011.